# Cifra réce
A cifra réce (Anas formosa) a madarak osztályának lúdalakúak (Anseriformes) rendjébe és a récefélék (Anatidae) családjába tartozó faj.

## Előfordulása
Ázsiában elterjedt, télen délre vonul, de néha áttelel. Kedveli a sekély tavakat. Költőterülete a szibériai folyók csendesebb folyású mellékágai mentén, a Jenyiszejtől keleti irányban az Anadir folyóig terjed. Főbb téli szálláshelyei Kína, Dél-Korea és Japán síkvidéki tavainak árterületein találhatók. Az állomány csak 50000 egyedből áll.

## Megjelenése
Testhossza 39–43 centiméter, szárnyfesztávolsága körülbelül 80 centiméter, testtömege pedig 500 gramm; a tojó valamivel kisebb és könnyebb a hímnél. A gácsér mutatós tollazata feltűnő zöld, fekete, barna és fehér fejrajzolattal párosul. Barna melle kiemelkedik testének szürke árnyalatából. Válláról indulva hosszú, hegyes, vörösesbarna-fekete tollak futnak végig a hátán. A tojó, a csörgő réce tojójához hasonlóan neki sem feltűnő a tollazata. Csőre tövében mindkét oldalon fehér folt látható.
|  |  |

## Életmódja
Nappal és éjjel egyaránt aktív. Társaságkedvelő és vonuláskor nagy csapatokat alkott. Főként növényevő, de rovarokat is fogyaszt,

## Szaporodás
A költési időszak május közepétől július közepéig tart. Fészekalja 10-12 sárgásfehér tojásból áll, melyen 26 napig kotlik. A fiókák fészekhagyók.